# Verchotur'e
Verchotur'e (in russo Верхотурье?) (anche Verhoturje o Verhotur'e) è una città della Russia siberiana estremo occidentale (Oblast' di Sverdlovsk), situata sulla sponda sinistra del fiume Tura, 306 km a nord del capoluogo Ekaterinburg, ed è il capoluogo amministrativo del distretto omonimo.

## Storia
La città venne fondata come ostrog nel 1597, durante una spedizione di Vasilij Golovin e Ivan Vujkov sul sito di un preesistente insediamento dei Mansi chiamato Neromkarr.
La città si espanse rapidamente e divenne un crocevia commerciale della Siberia occidentale, prima di venire soppiantata da Ekaterinburg e Pervoural'sk nel corso del XVIII secolo. La città rappresentava il punto finale della strada che attraversava gli Urali conosciuta come via di Babinov.
La città è considerata un importante centro per gli ortodossi russi.
Dopo la rivoluzione d'ottobre, la città passa sotto il controllo dell'ammiraglio Aleksandr Kolčak dal settembre 1918 al luglio 1919.

## Società

### Evoluzione demografica
Fonte: mojgorod.ru
- 1897: 3 200 abitanti
- 1959: 10 700 abitanti
- 1979: 8 900 abitanti
- 1989: 9 000 abitanti
- 2007: 7 400 abitanti